# Stavební firma
Stavební firma je obchodní společnost, která své podnikání zaměřuje na oblast stavebnictví. Z toho vyplývají její specifika. Zaměstnává kromě vedení firmy zpravidla různé řemeslníky. Je závislá mimo jiné na počasí, její ekonomiku ovlivňuje sezónnost prací.
Stavební firmu lze využít na provádění jakýchkoli stavebních úprav ale i k realizaci jednotlivých řemesel. Stavební firma na rozdíl od samostatného řemeslníka zajišťuje komplexnost dodávky (dokončovací práce) a většinou je schopna práce pokrýt i větší zárukou.